# Comarca de Arara
A Comarca de Arara é uma comarca de primeira entrância localizada no município de Arara, no estado da Paraíba, Brasil.